# Piauí (destroyer, 1908)
Pour les articles homonymes, voir Piauí.
Le Piauí est un destroyer de classe Pará de la marine brésilienne, en service de 1909 à 1944. Il a été nommé d’après l’État brésilien du Piauí.

## Conception
En 1904, le Brésil a adopté un plan ambitieux pour rénover et moderniser sa marine. Le programme de rénovation navale a été négocié et adopté en décembre 1904, et prévoyait l’acquisition d’un grand nombre de navires, dont une douzaine de destroyers. En 1906, le programme a été modifié pour réduire à dix le nombre total de destroyers. Ces navires sont devenus connus sous le nom de destroyers de classe Pará.
Le navire avait une longueur hors tout de 73,2 m, un maître-bau de 7,2 m et un tirant d'eau de 2,4 m. Le navire était propulsé par deux moteurs à vapeur alternatifs à triple expansion, qui entraînaient deux arbres d'hélice et qui produisaient un total de 6563 ch (4894 kW) et donnaient une vitesse maximale de 27 nœuds (50 km/h). Au cours des essais en mer, la vitesse prévue dans le contrat a été dépassée et le navire a été chronométré à 27,21 noeuds (50,39 km/h). La vapeur des turbines était fournie par deux chaudières à double extrémité de type Yarrow. Le Piauí transportait un maximum de 140 tonnes de charbon, ce qui lui permettait d’atteindre une autonomie d’environ 3700 milles marins (6900 km) à 14 nœuds (26 km/h).
Le navire avait deux canons de 102 mm en affûts simples. En outre, quatre canons de 47 mm montés en affûts simples ont été installés au moment du lancement.

## Historique
Après des essais en mer, le Piauí est officiellement remis au gouvernement brésilien le 21 décembre 1908, avec le capitaine Pedro de Frontin comme commandant. Il a quitté le chantier naval de Yarrow le 28 décembre et est parti pour le Brésil le 31 décembre. Le destroyer atteint Falmouth le matin du 2 janvier 1909, y passe trois jours, repart pour Vigo le 5 janvier et y arrive deux jours plus tard. Le 10 janvier, le Piauí quitte Vigo pour Lisbonne où il arrive le même jour. Le destroyer quitte Lisbonne le 23 janvier et atteint Las Palmas le 25 janvier. Le 30 janvier, il quitte Las Palmas pour le Cap-Vert. Il arrive à São Vicente le 1er février. Après quatre jours passés au port, le Piauí quitte St. Vicente le 5 février et arrive à Recife peu après 11 heures le 10 février 1909. Vers 4 h, le 14 février 1909, le navire quitte Recife pour Bahia où il arrive après un voyage de 21 heures.